# Mélamine (résine)
Les résines mélamine-formaldéhyde ou mélamine-formol (sigle MF) sont appelées « mélamine » dans le langage courant. Elles font partie de la famille des aminoplastes qui regroupe des résines thermodurcissables aminées, issues d'un comonomère tel l'urée ou la mélamine, parfois le thiocarbamide, le cyanamide hydrogène ou le dicyandiamide ; le second comonomère étant le formaldéhyde.

## Usages

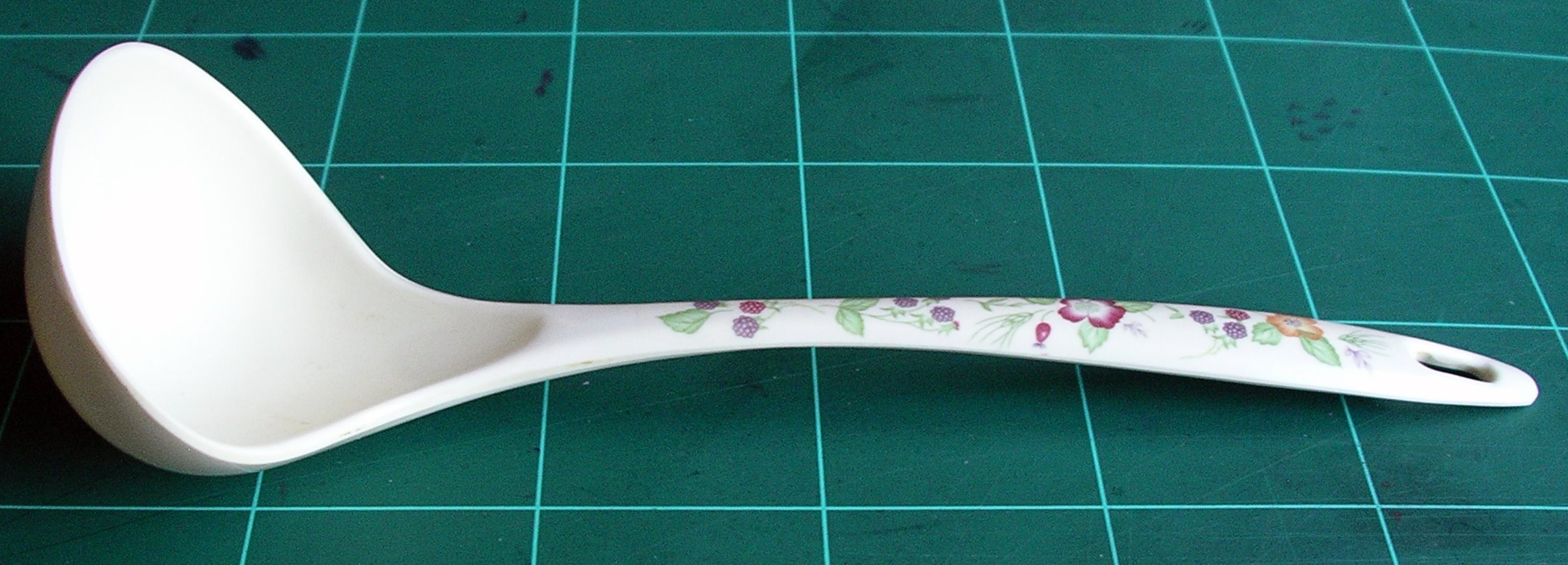
Louche en mélamine, une résine très dure permettant, avec des charges non colorées, la fabrication de matières blanches.

Des « résines mélamine » avaient déjà été développées dans les années 1930 et 40 par des compagnies multinationales telles American Cyanamid, Ciba et Henkel, mais sans véritable succès commercial.
Leur dureté et rigidité exceptionnelles, ainsi que leur bonne résistance à la chaleur, à la lumière, à la plupart des produits chimiques, à l'abrasion et au feu, expliquent leur succès dans l’immédiat après-guerre.
Un matériau (feuilles stratifiées, obtenues sous pression puis décorées…), plus connu sous le nom commercial de Formica en Europe, Arborite en Amérique du Nord, fut très largement utilisé pour le mobilier des cuisines, bistros, restaurants, etc., pour sa très grande facilité d’entretien.
Deux autres applications importantes furent l'utilisation de :
- gobelets, assiettes, couverts, largement utilisés pour les enfants et le camping, ainsi que la fabrication de gadgets bon marché (cendriers, porte-clés…) ;
- téléphones et petits objets électriques (prises, interrupteurs…) ;

toutes applications auxquelles la résine « mélamine » (qui remplaçait dans ces usages la Bakélite plus cassante) se prêtait particulièrement bien.
Dans les années 1990, l'acrylonitrile butadiène styrène (ABS), plus résistant et plus brillant, tend peu à peu à remplacer la « mélamine » qui est thermodurcissable (ne peut plus être mise en forme après polymérisation).